# Сар-Асіяб (Марказі)
Сар-Асіяб (перс. سراسياب) — село в Ірані, у дегестані Каре-Чай, в Центральному бахші, шагрестані Саве остану Марказі. За даними перепису 2006 року, його населення становило 0 осіб.

## Клімат
Середня річна температура становить 18,05°C, середня максимальна – 37,35°C, а середня мінімальна – -3,91°C. Середня річна кількість опадів – 258 мм.
| Клімат поселення                              | Клімат поселення | Клімат поселення | Клімат поселення | Клімат поселення | Клімат поселення | Клімат поселення | Клімат поселення | Клімат поселення | Клімат поселення | Клімат поселення | Клімат поселення | Клімат поселення | Клімат поселення |
| Показник                                      | Січ.             | Лют.             | Бер.             | Квіт.            | Трав.            | Черв.            | Лип.             | Серп.            | Вер.             | Жовт.            | Лист.            | Груд.            |                  |
| Середній максимум, °C                         | 13,78            | 16,40            | 20,31            | 26,86            | 32,11            | 36,94            | 37,35            | 35,92            | 32,10            | 26,03            | 19,67            | 13,50            |                  |
| Середня температура, °C                       | 4,92             | 7,55             | 11,47            | 18,02            | 23,28            | 28,10            | 30,46            | 29,05            | 25,22            | 19,14            | 12,80            | 6,61             |                  |
| Середній мінімум, °C                          | −3,91            | −1,29            | 2,63             | 9,16             | 14,42            | 19,25            | 23,58            | 22,16            | 18,34            | 12,26            | 5,90             | −0,26            |                  |
| Норма опадів, мм                              | 41               | 37               | 42               | 27               | 18               | 3                | 1                | 1                | 2                | 18               | 28               | 40               |                  |
| Середньомісячна швидкість вітру, м/с          | 1.63             | 2.27             | 2.89             | 3.23             | 3.18             | 2.96             | 3.28             | 3.00             | 2.50             | 2.30             | 2.04             | 1.66             |                  |
| Середньомісячна сонячна радіація, кДж/м²·день | 9288             | 12054            | 14606            | 18175            | 22059            | 26040            | 25343            | 23454            | 20034            | 14859            | 10953            | 8829             |                  |
| --------------------------------------------- | ---------------- | ---------------- | ---------------- | ---------------- | ---------------- | ---------------- | ---------------- | ---------------- | ---------------- | ---------------- | ---------------- | ---------------- | ---------------- |
| Джерело:                                      |                  |                  |                  |                  |                  |                  |                  |                  |                  |                  |                  |                  |                  |